# SMS (ТВ серија)
SMS — сањај без страха (шп. SMS — sin miedo a soñar) шпанска је тинејџерска серија, продукцијске куће Globo Media, снимана 2006.
У Србији је приказивана 2008. на телевизији Авала.

## Синопсис
Серија се обраћа генерацији која је усвојила нови начин комуникације и идентификује се помоћу музике и мобилних телефона, због чега је прозвана „СМС генерацијом“. Основа нит приче плете се око Едуарда, младог бескућника, који након бекства из поправног дома постаје штићеник адвокаткиње Кристине и доспева у њему непознату средину – елитну мадридску школу. Наравно, неизбежан је сукоб са привилегованом и размаженом децом, али најжешћи Едуов суперник биће управо Кристинина кћерка Паула. Она је школска трендсетерка и нераздвојна је са Соњом, Антониом и Паком. Једини који ће се наћи Едуу су Хави и Лусија, а заједничка музичка интересовања отвориће им нове видике и могућности. Радња паралелно прати живот родитеља ових тинејџера, троугао између главних ликова, као и дешавања у Кристининој адвокатској канцеларији…

## Улоге
| Глумци             | Ликови                              |
| ------------------ | ----------------------------------- |
| Раул Пења          | Едуардо „Еду“ Санћез Дијаз          |
| Амаја Саламанка    | Паула Дехардаинс Гомез де Иридутија |
| Лола Марсели       | Кристина Гомез де Иридутија         |
| Хавијер Албала     | Давид Љоренс                        |
| Марија Кастро      | Лусија Химено                       |
| Марио Касас        | Хавијер „Хави“ Љоренс               |
| Ароа Химено        | Соња Делгадо Харана                 |
| Јон Гонзалес       | Андрес                              |
| Гиљермо Бариентос  | Франсиско „Пако“ Делгадо Харана     |
| Хосеп Линуеса      | Гонсало                             |
| Антонио Ортелано   | Хуан                                |
| Вирхинија Родригез | Луиса                               |
| Марија Леон        | Латисија „Лети“                     |
| Пабло Пенедо       | Себастијан „Себас“                  |
| Марија Котиељо     | Ева                                 |
| Серхио Мур         | Педро                               |
| Хесус Рујман       | Пепе Делгадо                        |
| Алехандра Торај    | Хулија Харана                       |
| Ј Пелирохо         | Џони                                |
| Адријан Морено     | Алекс                               |
| Ерика Санз         | Џени                                |
| Мартињо Ривас      | Мојсес                              |
| Мануел Андрес      | Аурелио                             |
| Мануела Бурио      | Миријам                             |
| Марта Азас         | Вики                                |
| Сара Касановас     | Сара                                |